# اسراء الاصیل
اسراء علی عبدالحسین کاظم معروف اسراء الاصیل (۷ نوامبر ۱۹۹۵) خواننده و ترانه‌سرای عراقی است.
الاصیل در امان اردن متولد شد. پدرش علی الاصیل، موسیقی‌دان، خواننده، و ترانه‌ساز عراقی از شهر حله در استان بابل است و مادرش اردنی از تبار فلسطینی.
انتشار آهنگ عروسة جنجالی شد و ظرف هفتهٔ اول ۸ میلیون بار در یوتیوب دیده شد (تا دسامبر ۲۰۲۰ این میزان به ۲۴۴ میلیون بار رسیده‌است). در این آهنگ، دختر برخلاف سنت جامعه از بزرگان خانواده‌اش می‌خواهد از پسر برای او خواستگاری کنند.

## آثار

### تک‌آهنگ‌ها
- عليك أدعي (۲۰۱۱)
- ما أصدق بعد (۲۰۱۱)
- أبو البنات (۲۰۱۲)
- الحب كلو (۲۰۱۳)
- شفت حظي (۲۰۱۴)
- إذا ناوي (۲۰۱۴)
- عايش اللحظة (۲۰۱۵)
- أدري (۲۰۱۶)
- زايد ناقص عندي (۲۰۱۷)
- متصير إلك جارة (۲۰۱۷)
- أبي اشوف (با مشارکت سیف نبیل) (۲۰۱۷)
- يا حظي (با مشارکت نور الزین و علی بدر) (۲۰۱۸)
- من صغري أحبك (۲۰۱۸)
- هذا الغالي (۲۰۱۸)
- عروسة (۲۰۱۸)
- جنة يا وطنة (۲۰۱۸)
- ولا غلطة (۲۰۱۸)
- نظر عيني (با مشارکت نور الزین) (۲۰۱۹)
- الأول (۲۰۱۹)
- اهز ايدي (۲۰۱۹)
- الا نفترق (۲۰۱۹)
- مسيطر (۲۰۲۰)

### اپرت‌ها
- «علی صوتک» (عراق؛ ۲۰۱۲).